# ویلیام اف می
ویلیام اف می (انگلیسی: William F. May; ۱ ژانویهٔ ۱۹۲۷ – تاریخ ورودی نامعتبر است) نویسنده بود.
وی همچنین برندهٔ جوایزی همچون کمک‌هزینه گوگنهایم شده‌است.
یک اخلاق‌دان، دانشگاهی، خداشناس و وزیر منصوب شده پروتستان آمریکایی بود.